# Алдар-Косе

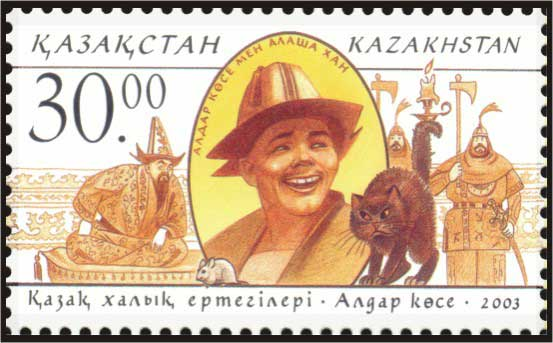
Иллюстрация к казахской сказке «Алдар-Косе и Алан». Почтовая марка Казахстана, 2003

Алдар-Косе (каз. Алдар Kөсе) — вымышленный фольклорный персонаж казахских сказок, герой коротких юмористических и сатирических миниатюр и анекдотов.

## Литературный образ Алдара-Косе
Существует множество популярных сказок и анекдотов об Алдар-Косе. Сын бедняка, добрый, находчивый и умный, обманывает и наказывает жадных богачей, лентяев, глупцов и даже шайтанов. Ассоциируется с казахским Робином Гудом, но его оружие не лук и стрелы, а ум и слово. Фигурирует также в фольклоре киргизов, туркмен, узбеков и татар.
Аналогичные персонажи у других народов: Джоха — у арабов (в Египте — Гоха), Пыл-Пуги — у армян, Ходжа Насреддин — у некоторых восточных народов (в том числе казахов), Омирбек — у каракалпаков, также встречается в эпосе казахов (особенно южных) ввиду родства языков и культур, Ахмет-акай — у крымских татар, Хитрый Будамшу —  у бурят, Мушфики — у таджиков, Саляй Чаккан и Молла Зайдин — у уйгуров, Кемине — у туркмен, Тиль Уленшпигель — у фламандцев и немцев, Хитрый Пётр — у южных славян, Гершеле Острополер (Хершеле из Острополя) — у евреев-ашкеназов, Пэкалэ — у румын.
По легенде происходит из рода рамадан.

## Имя
В переводе на русский язык прозвище Алдар-Косе означает «Безбородый обманщик»: «алдар» — обманщик, плут, острослов, «косе» — безбородый.

## Алдар-Косе в кино
- Кинокомедия «Безбородый обманщик» (реж. и исп. главной роли Шакен Айманов, «Казахфильм», 1964)[4][5].
- Алдар-Косе («Казахфильм», 1975)
- Как Алдар-Косе перехитрил тигра («Казахфильм», 1976)[6].
- Образовательный проект анимационной студии Azia Animation (Алматы), 80-серийный мультфильм «Алдар Көсенің көңілді оқиғалары» (Смешные истории Алдара Косе) про приключения Алдара Косе (2009—2011, на казахском языке)[7]. 30 серий (первый сезон) и 50[8].
- «Алдар-Косе» (телесериал, 16 серий, 2011), в главной роли Даурен Сергазин[9]. Реж. Дин Махаматдинов[10], АО «Агентство „Хабар“», Казахстан.
- Кинокомедия «Приключения Алдара Косе в XXI веке», в гл. роли Бахытжан Альпеисов, режиссёр-постановщик Бегайдар Шалдарбеков, «Кинокомпания BEST», Казахстан, 2011[11].

## Память
- Улица Алдар-Косе есть в Алма-Ате.
- Памятник Алдар-Косе есть в Алма-Ате
- Памятник Алдар-Косе есть в Караганде.
- Памятник Алдар-Косе есть в Аксае.